# E76 (trasa europejska)
E76 – trasa europejska biegnąca przez Włochy. Zaliczana do tras pośrednich wschód – zachód droga łączy Migliarino Pisano z Florencją.

## Stary system numeracji
Do połowy lat 80. obowiązywał poprzedni system numeracji, w którym oznaczenie E76 występowało kilkukrotnie:
- w latach 1950–1961 dotyczyło trasy: Brunflo — Sundsvall[1][2]
- w latach 1968–1983 miała przebieg: Drammen – Kongsberg – Notodden – Brunkeberg – Haukeli – most Steinaberg – Haugesund[3]
- w latach 1983–1985 tworzyła połączenie Bordeaux – Toulouse; obecnie jest to E72[2].

W pierwotnym systemie arteria E76 zaliczana była do kategorii „B”, w której znajdowały się trasy europejskie będące odgałęzieniami oraz łącznikami.

### Drogi w ciągu dawnej E76
| Szwecja  | 1950–1961 – droga E76: Brunflo – Näset – Sundsvall                                                                                           |
| Norwegia | 1968–1983 – droga E76: Drammen – Hokksund – Kongsberg – Notodden – Seljord – Brunkeberg – Åmot – Haukeli – Skare – Etne – Aksdal – Haugesund |